# Mehmed Fuad pascha

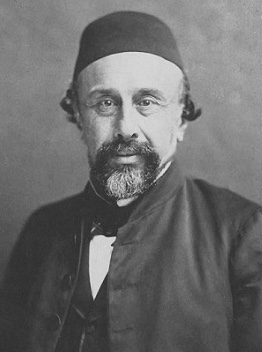
Mehmed Fuad pascha

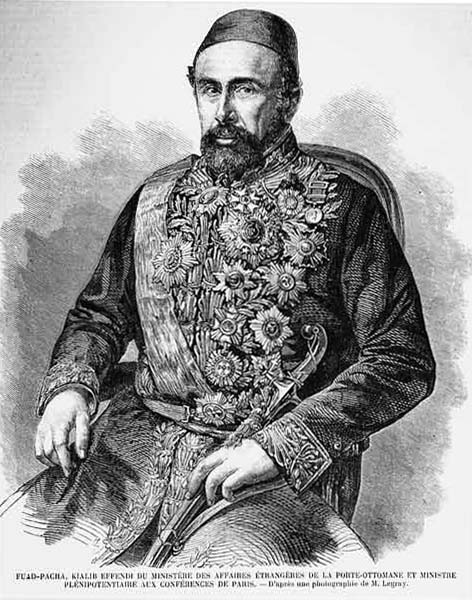
Fuad pascha.

Mehmed Fuad Pasha, född 1814, död 1869, var en turkisk politiker.
Fuad pascha var son till poeten Kechci-zad Izzet Molla, ägnade han sig först åt medicinska studier. 1836 inträdde Fuad Pasha på den diplomatiska banan och tjänstgjorde som legationssekreterare i London, blev 1848 generalkommissarie i Donaufurstendömena och utförde förtjänstfullt olika diplomatiska uppdrag samt blev 1852 utrikesminister men tvingades redan 1853 dra sig tillbaka, sedan han råkat få den ryske kejsaren emot sig till följd av en broschyr, La vérité sur la question de lieux saint, där han förklarat sin mening om Rysslands anspråk på de heliga orterna. Efter att ha deltagit i Krimkriget övertog han 1858 utrikesministerposten, var 1861-66 storvesir men föll sistnämnda år i onåd. Redan 1867 var Fuad Pasha åter utrikesminister, och åtföljde sultanen på dennes västeuropeiska resa. Fuad ansågs företräda en brittiskvänlig politik och har i synnerhet blivit uppmärksammad för sitt verkningsfulla uppklarande av förhållandena i Syrien efter massakrerna på de kristna 1860. Han framträdde även som poet och författare av en turkisk grammatik.